# Copălău
Copălău es una comuna y pueblo de Rumania ubicada en el distrito de Botoșani.
Según el censo de 2011, tiene 4053 habitantes, mientras que en el censo de 2002 tenía 4166 habitantes. La mayoría de la población es de etnia rumana (95,38 %), con una minoría de gitanos (2,12 %).
La mayoría de los habitantes son cristianos de la Iglesia Ortodoxa Rumana (96,86 %).
En la comuna hay tres pueblos (población en 2011):
- Copălău (pueblo), 2624 habitantes;
- Cerbu, 752 habitantes;
- Cotu, 677 habitantes.

Se ubica unos 20 km al sureste de Botoșani, en la carretera E58 que une dicha ciudad con Iași.
Es el lugar de nacimiento de Florica Lavric, remera ganadora de un oro olímpico en 1984.